# Funhouse (альбом Пинк)
Funhouse — пятый студийный альбом американской поп-певицы Пинк, выпущенный LaFace Records во всем мире в октябре 2008 года. К своему релизу альбом достиг первой позиции в чартах 6 стран, включая Австралию, Новую Зеландию, Нидерланды и Великобританию, наряду с тем, что дебютировал вторым номером в Германии, Ирландии и США.
В альбом включены синглы: «So What», который считается самой успешной песней Пинк на сегодняшний день и её первым синглом, достигшим наивысшего пика в США; «Sober» и «Please Don't Leave Me», выпущенные вторым и третьим синглом соответственно и оба достигшие попадания в топ-20 в Year-End Chart в США. Они вышли после заглавного трека «Funhouse» и трека «I Don't Believe You», которые получили средний успех. Последний сингл «Glitter in the Air», который исполнен на 52nd Grammys, выпущен седьмым синглом с альбома и достиг попадания в топ-20 в Billboard Hot 100. Альбом распродан тиражом более 6 миллионов копий по всему миру.
Оригинальный заголовок альбома звучал как «Heartbreak Is a Motherfucker» (рус. «Расставание – это хрень») и являлся откровенным намеком на расставание Pink с её бывшим мужем, мотокроссером Кэри Хартом. Однако заголовок был изменён, чтобы избежать общественной реакции, которая могла повлиять на продажи альбома.
На сегодняшний день альбом принес Пинк три номинации Grammy. Он занимал самые высокие позиции в США, и стал там синглом номер один, вдобавок у него было 5 попаданий в Hot 100, 4 из которых достигли топ-20. На нём также есть её третий стикер Ненормативная лексика.
Как и I'm Not Dead, Funhouse альбом был перевыпущен через год после первоначального выпуска. Он включил в себя бонусный DVD, на котором присутствует концертный альбом Funhouse Tour: Live in Australia, записанный Pink во время этапа тура в Австралии Funhouse Tour.

## Написание и создание
Pink заявила, что альбом самый ранимый на сегодняшний день. Большинство тем с альбома ссылаются на тот факт, что Pink недавно рассталась со своим мужем Кэри Хартом (хотя не было официального развода, развод был отменен из-за того, что Pink и Харт помирились). Первый сингл «So What» начинается со слов: «Мне кажется, я только что потеряла мужа,/Я не знаю, куда он ушел». «Please Don’t Leave Me» также говорит о разрыве. Артистка резюмирует эту тему так: «Хорошо, я засранка, но все равно любите меня». В «Mean» она поет: «В начале было все хорошо,/но почему мы стали такими жалкими?»
Песня, которой Pink больше всех гордится — «Crystal Ball». Она объяснила трек так: «Я записала его с первого раза, мы даже не микшировали его. Она пошла сразу на мастеринг. Она символична, и вовсе не о безупречности или лоске. Я просто люблю эту песню, и мне понравилось её записывать». Она написала песню вместе с другом Билли Манном, который также помог ей с песнями «Stupid Girls», «Dear Mr. President» и «I’m Not Dead» среди прочих.
В «It’s All Your Fault» Pink корит своего любимого в том, что он давал надежду на любовные отношения, а потом просто бросил. Она провозглашает в стихах: «Я вызываю в воображении мысль об уходе, но, вероятно, даже это делаю неправильно». В «Glitter in the Air» Pink задает много вопросов, к примеру: «Ты когда-нибудь смотрел страху в глаза и говорил, что тебе просто наплевать?» и «Ты когда-нибудь ненавидел себя за то, что тупо смотрел на телефон?». Pink признается: «У меня до сих пор нет ответов на некоторые вопросы, которые я поставила в записи. Я до сих пор пытаюсь их выяснить».
Второй сингл с альбома — «Sober». Pink написала эту песню на вечеринке, устроенной у неё дома, где все были пьяные, за исключением неё, и она захотела, чтобы все ушли. Она ушла на пляж, там к ней в голову пришла строчка: «Но будет ли мне также хорошо, когда я буду трезвой?». В конечном итоге, это не имеет никакого отношения к алкоголю, а относится конкретно к личностям. «Буду ли я хорошо себя чувствовать рядом с самой собой, не зависев ни от кого?» — говорит Pink в интервью.
«Ave Mary A» о проблемах и их результате. «One Foot Wrong» рассказывает о галлюцинациях от ЛСД, которые выходят боком, в основе также лежит ещё одна тема: «Это песня о потере контроля, и как легко потерять смысл жизни и оказаться на грани».
Изначально Pink хотела назвать альбом Heartbreak Is a Motherfucker (рус. Расставание – это хрень), но записывающий лейбл отклонил его из-за страха, что агрессивный язык может повлиять на продажи. Она также сказала, что не хотела, чтобы альбом выглядел как альбом о распаде: «В нем много есть о [распаде], но он также и веселый, вот почему я назвала его Funhouse в конечном итоге». Pink также заявила, что она видит жизнь как карнавал: «Клоуны должны вызывать счастье, но они реально страшные. Карнавалы должны быть веселыми, но на самом деле от них бросает в дрожь… и это как жизнь для меня и любовь. Любовь должна быть веселой, но иногда она просто ужасна. И в зеркалах дома веселья, которые искажают твое изображение, ты не узнаешь себя, и задаешься вопросом: „Как я сюда попала? Как отсюда выбраться?“. Но ты думаешь, что тебе это хочется повторить. В жизни и любви точно так же. Это метафора для состояния любви и жизни». Это также отражено в одноименном треке «Funhouse», где она говорит, что раньше веселилась. «Это о том, когда ты находишься в месте, которое тебе больше не подходит, ты сжигаешь это гнездо разврата, и начинаешь все с начала».

### Информация о записи
Pink сочинила и записала приблизительно от 30 до 35 песен для нового альбома. «Это как избавиться от собственных детей: „Я люблю этого тоже, но я позволю ему умереть“», — говорит она о выборе треков для альбома. «Сейчас хорошо, что различные страны хотят дополнительные песни и стороны B, таким образом, для других детей есть всегда дом».
Pink путешествовала по миру, чтобы написать и записать альбом вместе с Эгом Уайтом в Лондоне и с Максом Мартином в Стокгольме. «Было реально классно уехать из дома, и убраться из собственной жизни. Никакого хаоса. Никаких телефонов», — объясняет Pink о её заграничных сессиях.

## Оценка критиков
| Оценки критиков      | Оценки критиков |
| Источник             | Оценка          |
| -------------------- | --------------- |
| Allmusic             | [ 11 ]          |
| The A.V. Club        | (3)             |
| Blender              | [ 13 ]          |
| The Boston Globe     | (одобрительно)  |
| Entertainment Weekly | (4+)            |
| The Guardian         | [ 16 ]          |
| The New York Times   | (смешанные)     |
| PopMatters           | (6/10)          |
| Rolling Stone        | [ 19 ]          |
| Slant                | [ 20 ]          |
| Spin                 | [ 21 ]          |
| Village Voice        | (одобрительно)  |

Обозреватели альбома были в основном позитивны. Сиднеевский The Daily Telegraph дал ему 4.5 звезды, сказав: «Запись — гармоничная смесь затактовых попсовых драгоценностей и среднеритмичных баллад». И добавил: "Сила попсы Pink лежит в умном сопоставлении искренней честности о её жизни и с гимновыми припевами и неотразимыми мелодиями, предназначенные для выкриков её фанатов.
Другие позитивные отзывы были у US Magazine, который дал альбому четыре звезды, сказав: «Бунтарская победительница Grammy снова сочетает необузданные стихи с идеальными поп-рок хуками на её электризованном пятом CD. С её агрессивным хитом № 1 „So What“ к ранимому „Please Don’t Leave Me“ и откровенной балладе „I Don’t Believe You“, вместе с злостной „It’s All Your Fault“, Pink подтверждает, что она ещё в хорошей боевой форме».
Смешанные отзывы поступили, к примеру, от Rolling Stone и Blender,, каждый из которых дал альбому 3 звезды. Rolling Stone заявил: «Pink раньше больше показывала индивидуальность, и некоторые записи, включая самодовольную балладу „I Don’t Believe You“, делают её звучание как ещё один шлягер с большим голосом. Funhouse мог бы быть более веселым, если бы Pink была проще в песнях о несчастливой любви».

## Появление в чарте
Четыре версии Funhouse были выпущены в американском магазине iTunes: две оригинальные версии и две версии делюкс.
Funhouse дебютировал на #2 в американском чарте Billboard 200 18 ноября 2008 с продажами 180,000 после Wal-Mart эксклюзивного альбома AC/DC, Black Ice, который метился на первое место с продажами в 271,000. Это альбом с самыми высокими позициями Pink в Billboard 200. Другие песни также участвовали в чарте Digital Chart — «Sober» (#71 с 16,972 проданными копиями), «Please Don’t Leave Me» (#89 с 14,032 проданными копиями), «Bad Influence» (#151 с 7,734 проданными копиями), «It’s All Your Fault» (#158 с 7,511 проданными копиями) и «I Don’t Believe You» (#172 с 7,012 проданными копиями). После недель падения в the Billboard 200 Funhouse балансировал между 21-13. К началу марта 2009 он был сертифицирован платиновым по данным RIAA за продажу более 1,000,000 копий.
На 67 неделе в топ-200 «Funhouse» перепрыгнул с #61 до #15 прямо в топ-20, после исполнения «Glitter in the Air» на 52nd Grammy Awards.
Незначительные споры произошли в Австралии, где магазины нарушили эмбарго и поместили Funhouse на продажу за день до релиза. Funhouse до сих пор остается четвёртым самым продаваемым альбомом недели с продажами в один день в 7,120 копий. Funhouse дебютировал первой строкой в Австралии, став для Pink первым альбомом, сделавшим такой прорыв. Он был распродан 86,273 единицами на той неделе (самые высокие продажи за неделю в 2008 году), и был немедленно сертифицирован 2x Платиновым. Funhouse продержался 9 недель подряд на #1, сравняв счет со сборником The Beatles (20 ноября 2000 — 21 января 2001). Funhouse был сертифицирован 7x Платиновым, после 3 недель релиза. В результате 20 апреля 2009 Pink стала единственной артисткой, у которой 3 альбома были в топ-50 в альбомных чартах, где Funhouse был на #8, в то время как 2 предыдущих альбома I'm Not Dead и M!ssundaztood участвовали в чартах на 32 и 46 строках соответственно. 5 синглов с альбома достигли пика на #1 в Australian Airplay Chart. 8 июня 2009 Pink broke сделала ещё один рекорд в ARIA Albums Top 50, так как все 5 альбомов вошли в топ-50 с Funhouse на 3 строке, I'm Not Dead на 12 строке, Try This на 26 строке, M!ssundaztood на 19 строке и Can't Take Me Home на 38 строке, а также M!ssundaztood/Can't Take Me Home были на 39 строке. Funhouse на данный момент сертифицирован 10x Платиновым за продажу 700,000 копий. Альбом по итогам 2008 и 2009 гг. стал вторым самым продаваемым альбомом года. Это дало Pink продержать на втором месте в year end chart 4 года подряд, так как 'I’m Not Dead' was был под вторым номером в 2006 и 2007. Альбом был выпущен 7 января 2010 и стал вторым самым успешным альбомом декады.
Альбом был распродан 37,100 копиями в первый же день в Великобритании, потеснив на первом месте в Британии посреди недели A Hundred Million Suns группы Snow Patrol, который распродал примерно такое же количество в 34,600. В пятницу по сводкам, Pink распродала 83,000 по сравнению с 70,000 группы Snow Patrol. Funhouse стал первым альбомом номер один Pink, который вошёл первой строкой 2 ноября 2008. Сейчас он сертифицирован 3x Платиновым за продажи более 900,000, и был распродан до 1,000,000 на сегодняшний день. Так же, как и релиз синглов с Funhouse, другие примечательные промоушены, которые помогли альбому долго продержаться в чарте, включая первый этап великобританского тура, который начался в апреле 2009 и закончился в мае. T4 продемонстрировал на экране тур 14 августа 2009 года, который помог альбому подняться в чартах во время следующей пары недель. 28 декабря 2008 Funhouse был объявлен как 9 самая продаваемая запись 2008 года, несмотря на то, что был доступен для покупки только 9 недель из 52. На настоящий момент это 11 самый продаваемый альбом 2009 года (по данным 25 октября).
31 октября 2008 Funhouse дебютировал первой строкой в топ-100 в Нидерландах. Это её самый высокий дебют, который был в Нидерландах.
В Новой Зеландии Funhouse дебютировал первой строкой 3 ноября 2008, став самым высоким дебютом Pink там. Альбом был распродан более 15,000 копиями на первой недели и был сертифицирован Платиновым. Альбом оставался на первой строке следующую неделю, а потом сполз на третье место на третьей неделе. Funhouse был сертифицирован 3x Платиновым после 54 недель в чарте, продав более 45,000 копий.
В Швейцарии Funhouse дебютировал первой строкой 5 ноября 2008. Он был распродан более 30,000 копиями на первой неделе, впоследствии был сертифицирован Платиновым.
В Германии Funhouse дебютировал второй строкой 5 ноября 2008. Он был распродан более 80,000 копиями на первой неделе. На 54 неделе Funhouse вернулся в German Album Top 10, перепрыгнув с #48 на #6. На 58 неделе Funhouse оставался все ещё на #10. На 63 неделе чарта альбом снова перепрыгнул: с #10 на #4 и на 80 неделе Funhouse перепрыгнул с #37 на #13. На сегодняшний момент Funhouse был сертифицирован 3x Платиновым и распродан более 700,000 копиями в Германии.
Там это 6 самый продаваемый альбом 2009 года.

## Промоушен
- Pink выпустила делюкс-издание альбома в оригинальной стальной упаковке. Подарочная упаковка включает все стандартные и бонусные треки в EP, который включает клип «So What», а также в подарок футболку с официальным логотипом Pink для альбома. У набора не было мирового релиза.
- Чтобы прорекламировать новый альбом и сингл, Pink дважды была приглашена на новую ТВ-станцию FNMTV, а клип для «So What» впервые вышел в мир на FNMTV 22 августа 2008.
- 7 сентября Pink исполнила «So What» вживую на 2008 American MTV Video Music Awards.[39]
- 22 сентября 2008 Pink выступила на Much Music специально для Live @ Much.
- Pink посетила Австралию в октябре для рекламы альбома, которая включила выступление на церемонии 2008 ARIA Awards в Сиднее 19 октября. Она вернется в Австралию как часть её тура The Funhouse Tour в мае 2009.[40]
- Pink исполнила различные песни с нового альбома на 4Music 5 октября 2008, включая «So What», «Sober», «Please Don’t Leave Me» и её великобританский хит № 1 «Just Like A Pill».
- 24 октября 2008, Pink исполнила песню «Funhouse» вживую, как мировую премьеру песни с одноименного альбома на Sunrise в программе Australian Breakfast Television.
- Pink исполнила «Secret Gig» в The Metro, Сидней, Австралия.
- Приложение Funhouse iPhone Pink был создан с поддержкой Funhouse и представляет первое рекламное приложение с тематикой артистки, которое было сделано на платформе приложения iPhone.
- 6 ноября 2008 Pink исполнила её хит «So What» на MTV Europe Music Awards во время живого показа[41], где 40 000 перьев было выпущено на сцену, помешав ей спеть строчку «And you’re a tool, so…».
- Pink также исполнила на другом большом шоу награждений The 2008 American Music Awards 23 ноября 2008,[42] её второй сингл с Funhouse, Sober.
- Pink исполнила «Secret Gig» в The Cafe Du Paris, Лондон 4 ноября 2008
- Pink провела закрытую презентацию в Барселоне, Испания 20 ноября.[43]
- Pink появилась в Bellagio Hotel в Лас-Вегасе 7 ноября 2008 на вечеринке в честь её дебютного альбома.
- Pink появилась на многих ток-шоу, чтобы помочь продвинуть альбом — The Today Show 28 октября; Взгляд 29 октября; Late Night with Conan O'Brien 30 октября; CBS Early Show 3 ноября; и Ellen Degeneres Show 24 ноября.
- Pink записала выступление для бенефиса Divas II, построенного по поводу рака груди 23 ноября в Великобритании. Она не могла там присутствовать из-за того, что выступала на American Music Awards.
- Она выступила на «For One Night Only» в Великобритании.
- Pink появилась на The Paul O'Grady Show в Лондоне в сентябре 2008.
- Pink появилась на германском ток-шоу Wetten, dass..? в 2008.
- 3 ноября 2008 Pink исполнила Sober на Australian Idol.
- 31 января 2010 Pink исполнила «Glitter In The Air» на 52nd Grammy Awards, после исполнения песни возросли продажи на iTunes, подтолкнув её к 18 строке в Billboard Hot 100 и 13 строке в Canadian Hot 100. Выступление также чрезвычайно хорошо приветствовалось знаменитостями, ТВ ток-шоу и публикой в целом.
- Pink появилась на Oprah Winfrey Show 5 февраля 2010. Она села с Уинфри, чтобы поговорить о её выступлении на Grammy, а также о разрыве с её мужем Кэри Хартом, которое последовало после выступления «I Don't Believe You». После выступления песня начала подниматься вверх по чарту iTunes.

### Синглы
- «So What»

Песня была написана Pink, совместно с Максом Мартином и Shellback о её расставании. Песня является главным синглом с альбома, выпущенным в августе 2008. It has become Pink’s biggest success to date, peaking at number one in eleven countries around the world. Это также первый сольный сингл Pink, который попал в верхушку Billboard Hot 100. Трек даже установил рекорд на iTunes в Австралии, где он дебютировал 1 строкой всего лишь через 8 минут после релиза.
- «Sober»

3 ноября 2008 песня вышла вторым синглом с альбома. Она была написана Pink, Nate «Danja» Hills, Карой ДиоГарди и Марселлой Арэйка, и спродюсирована Danja, Kanal и Джимми Гарри. Промоушен для песни включил выступление на American Music Awards 23 ноября. Режиссёром для клипа стал Юнас Окерлунд, и вышел в свет 25 ноября на официальном канале YouTube Pink.
- «Please Don't Leave Me»

Песня была выпущена третьим синглом, после утечки её обложки и официального клипа, режиссёром которого стал Дэйв Мэйерс. Он достиг топ-20 и 20 and Year-End charts в некоторых странах.
- «Bad Influence»

Песня была выпущена четвёртым синглом в Австралии, прорекламированная выступлением на австралийском этапе тура Funhouse Tour. Она была разослана на австралийские радиостанции в 2009 году, а CD был выпущен в мае 2009. Сингл оказался на практике очень успешным даже без клипа, достигнув топ-10 в Австралии и топ-20 в Новой Зеландии.
- «Funhouse»

Было объявлено, что «Funhouse» будет четвёртым мировым синглом. Он был выпущен в Великобритании 3 августа 2009, а в США 25 августа 2009. Клип вышел в свет 20 июня 2009 в Великобритании на 4music в 11:00 утра. Тони Кэнэл из No Doubt, также был соавтором и продюсером песни, он появился в клипе, играя на пианино. «Funhouse» имел наименьшие позиции в чарте Billboard, достигнув #44, пока не вышел «I Don't Believe You», который провалился в чарте.
- «I Don't Believe You»

«I Don’t Believe You» вышел пятым мировым синглом с альбома. Он был выпущен в США 5 октября 2009 на радио Hot AC, у него был провальный вход в Billboard Hot 100, став самым неуспешным синглом Pink в США. Песня считается самой ранимой песней Pink на сегодняшнюю дату и, как многие песни с альбома, о её муже Кэри Харте. Pink исполнила песню 5 февраля 2010 на Oprah Winfrey Show, от этого поднялись продажи на iTunes.
- «Glitter in the Air»

Pink исполнила Glitter in the Air 31 января 2010 на 52nd Grammy Awards, где она получила овации стоя. Также многие знаменитости и СМИ похвалили её выступление. Песня была немедленно доставлена в цифровом формате на радио как новый сингл компании Jive Records до того, как передача с Grammy была показана. После выступления песня начала подниматься в iTunes. 20 февраля 2010 года по результатам Billboard песня дебютировала в Hot 100 на #18, став для Pink вторым самым высоким дебютом после «So What», так же, как и её пятый вход с Funhouse, который дал возможность песне поднять продажи альбомов и вернуться в топ-20 в Billboard 200.

## Список композиций
| №   | Название                | Автор(ы)                                              | Продюсер (ы)                         | Длительность |
| --- | ----------------------- | ----------------------------------------------------- | ------------------------------------ | ------------ |
| 1.  | «So What»               | Pink, Макс Мартин, Shellback                          | Макс Мартин                          | 3:35         |
| 2.  | «Sober»                 | Pink, Nathaniel Hills, Кара ДиоГарди, Марселла Арэйка | Danja, Тони Канэл, Джимми Гарри      | 4:11         |
| 3.  | «I Don't Believe You»   | Pink, Макс Мартин                                     | Макс Мартин                          | 4:36         |
| 4.  | «One Foot Wrong»        | Pink, Фрэнсис Уайт                                    | Эг Уайт                              | 3:24         |
| 5.  | «Please Don't Leave Me» | Pink, Макс Мартин                                     | Макс Мартин                          | 3:52         |
| 6.  | «Bad Influence»         | Pink, Билли Манн, Бутч Уолкер, MachoPsycho            | Билли Манн, Бутч Уолкер, MachoPsycho | 3:37         |
| 7.  | «Funhouse»              | Pink, Тони Кэнэл, Джимми Гарри                        | Тони Кэнэл, Джимми Гарри             | 3:25         |
| 8.  | «Crystal Ball»          | Pink, Билли Манн                                      | Билли Манн                           | 3:26         |
| 9.  | «Mean»                  | Pink, Бутч Уолкер                                     | Бутч Уолкер                          | 4:15         |
| 10. | «It’s All Your Fault»   | Pink, Макс Мартин, Shellback                          | Макс Мартин                          | 3:53         |
| 11. | «Ave Mary A»            | Pink, Билли Манн, Пит Уоллэс                          | Билли Манн, Эл Клэй                  | 3:17         |
| 12. | «Glitter in the Air»    | Pink, Билли Манн                                      | Билли Манн                           | 3:45         |

### Бонус-треки
| №  | Название                                                                               | Автор(ы)                     | Продюсер(ы) | Длительность |
| -- | -------------------------------------------------------------------------------------- | ---------------------------- | ----------- | ------------ |
| 1. | «This Is How It Goes Down (при участии Трэвиса МакКойа)» (Международный Бонусный Трек) | Pink, Бутч Уолкер            | Бутч Уолкер | 3:19         |
| 2. | «Boring» (Британский и Японский Бонусный Трек)                                         | Pink, Макс Мартин, Shellback | Макс Мартин | 3:15         |
| 3. | «Why Did I Ever Like You» («Funhouse» iTunes)                                          | Pink, Грег Уэллс             | Грег Уэллс  | 3:25         |
| 4. | «Could’ve Had Everything» («So What» B-Side & «Funhouse» iTunes)                       | Pink, Эг Уайт                | Эг Уайт     | 3:09         |
| 5. | «When We’re Through» («Sober» B-Side)                                                  | Pink                         | Бутч Уолкер | 4:22         |
| 6. | «Push You Away» («Funhouse: The Tour Edition» & «Funhouse Tour: Live In Australia» CD) | Pink, Бутч Уолкер            | Бутч Уолкер | 3:02         |

### Бонусный DVD с Tour Edition
| №  | Название                       | Автор(ы)                                              | Продюсер(ы)                     | Длительность |
| -- | ------------------------------ | ----------------------------------------------------- | ------------------------------- | ------------ |
| 1. | «So What (Клип)»               | Pink, Макс Мартин, Shellback                          | Макс Мартин                     | 3:35         |
| 2. | «Funhouse (Клип)»              | Pink, Тони Кэнэл, Джимми Гарри                        | Тони Кэнэл, Джимми Гарри        | 3:25         |
| 3. | «Sober»                        | Pink, Nathaniel Hills, Кара ДиоГарди, Марселла Арэйка | Danja, Тони Кэнэл, Джимми Гарри | 4:11         |
| 4. | «Please Don't Leave Me (Клип)» | Pink, Макс Мартин                                     | Макс Мартин                     | 3:52         |
| 5. | «I Don't Believe You (Live)»   | Pink, Макс Мартин                                     | Макс Мартин                     | 4:36         |
| 6. | «Please Don't Leave Me (Live)» | Pink, Макс Мартин                                     | Макс Мартин                     | 3:52         |
| 7. | «So What (Live)»               | Pink, Макс Мартин, Shellback                          | Макс Мартин                     | 3:35         |

## Funhouse Tour: Live in Australia
Главная статья: Funhouse Tour: Live in Australia
С релизом The Tour Edition концертный альбом был выпущен вместе с живыми выступлениями 12 песен плюс «Push You Away», студийный трек, который прежде не был выпущен; песня также включена в The Tour Edition. Кроме того, что DVD включает 23 живых выступления, включая 2 бонусных выступления. Blu-ray-версия DVD была также выпущена. Альбом был записан в Сиднее, Австралия 17 и 18 июля.

## Тур
Были объявлены европейские, австралийские и американские даты тура для Funhouse Tour. Pink закончила первый этап её тура Funhouse Tour в Европе. 3 месяца провела в Австралии. Третий этап тура прошёл в Северной Америке: 11 дат в США и 1 дата в Канаде. Четвёртый этап тура прошёл 3 месяца по Европе начиная с Дублина, Ирландии, 14 октября и закончился 20 декабря в Ганновере, Германия.
Pink побила свой собственный рекорд в Австралии, где она распродала 17 шоу в Мельбурне (больше, чем в других городах). Мельбурн также распродал большинство билетов и имел самые высокие доходы. Она также распродала 7 шоу подряд в Сиднее на одной неделе, все за 40 минут. Подавляющий спрос шоу в Австралии означает, что она превзошла собственный рекорд из 35 распроданных шоу, прошедших в австралийском этапе тура 2007 года I'm Not Dead Tour. The Funhouse Tour произвел 58 шоу в Австралии, сделав её самой успешной артисткой с таким туром в этой стране.
Pink также побила рекорд за большое количество шоу в месте проведения в Австралии, по объявлению её 17-го шоу в Мельбурне. Другие установленные рекорды включают много шоу в одном месте проведения в Sydney Entertainment Centre и Brisbane Entertainment Centre.
В апреле даты нового тура были добавлены в США. Это был первый раз, когда Мур путешествовала с туром по родной стране с 2006 года. Первое шоу было в Сиэтле в сентябре с 12 датами позже закончилось в Нью-Йорке.

## Чарты
| Argentinean Albums Chart | CAPIF                | 4   |             |           |
| Australian ARIA Albums Chart | ARIA                 | 1   | 11x Платина | 778,000+  |
| Austrian Albums Chart | Media Control Europe | 3   | 2x Платина  | 40,000+   |
| Belgian Albums Chart (Flanders)                                                                                                  | IFPI/Ultratop        | 3   | Платина     | 50,000+   |
| Belgian Albums Chart (Wallonia)                                                                                                  | IFPI/Ultratop        | 10  | Платина     | 50,000+   |
| Canadian Albums Chart | CRIA                 | 3   | 2x Платина  | 250,000+  |
| Cypriot Albums Chart | All Records          | 1   |             |           |
| Czech Republic Albums Chart | IFPI                 | 5   |             |           |
| Danish Albums Chart | IFPI                 | 4   | Платина     | 30,000    |
| Dutch Album Chart | GFK                  | 1   | Платина     | 70,000+   |
| European Albums Chart | IFPI                 | 1   | 2x Платина  | 2,800,000 |
| Finnish Albums Chart | IFPI                 | 5   | Золото      | 15,000    |
| French Albums Chart | SNEP/IFOP            | 4   | Платина     | 250,000   |
| German Albums Chart | IFPI/Media Control   | 2   | 3x Платина  | 700,000+  |
| Greek Albums Chart (Overall) | IFPI                 | 20  | Золото      | 3,000+    |
| Greek Albums Chart (International)                                                                                               | IFPI                 | 8   | Золото      | 3,000+    |
| Hungarian Albums Chart | MAHASZ               | 3   | Золото      | 10,000+   |
| Indonesian Album Chart | IMRIA                | n/a | Платина     | 20,000+   |
| Irish Album Chart | IRMA                 | 2   | 3x Платина  | 90,000+   |
| Italian Albums Chart | FIMI                 | 17  |             |           |
| Japanese Albums Chart (Overall)                                                                                                  | Oricon               | 33  |             | 70,000+   |
| Japanese Albums Chart (International)                                                                                            | Oricon               | 11  |             | 70,000+   |
| Mexican Albums Chart | AMPROFON             | 13  |             |           |
| Middle East1 | IFPI                 | —   | Золото      | 5,000     |
| New Zealand Albums Chart | RIANZ                | 1   | 3x Платина  | 45,000+   |
| Norwegian Albums Chart | IFPI/VG-Lista        | 18  |             |           |
| Polish Albums Chart | ZPAV                 | 29  | Золото      | 15,000    |
| Russian Albums Chart | NFPP                 | 2   | Платина     | 30,000+   |
| South African Albums Chart | Radio Sonder Grense  | 10  |             |           |
| Spanish Albums Chart | PROMUSICAE           | 43  |             |           |
| Swedish Albums Chart | GLF                  | 3   | Золото      | 20,000+   |
| Swiss Albums Chart | Media Control Europe | 1   | 3x Платина  | 90,000+   |
| UK Albums Chart | BPI/OOC              | 1   | 3x Платина  | 1,100,000 |
| U.S. Billboard 200 | Billboard/RIAA       | 2   | Платина     | 1,672,004 |
| «1» — Средний Восток включает комбинированные продажи со странами: Ливан, Бахрейн, Кувейт, Оман, Катар, Саудовская Аравия и ОАЭ. |                      |     |             |           |

| Итоговые чарты за год (2008) | Итоговые чарты за год (2008) | Итоговые чарты за год (2008)                           | Итоговые чарты за год (2008) |
| Год                          | Страна                       | Чарт                                                   | Рейтинг                      |
| ---------------------------- | ---------------------------- | ------------------------------------------------------ | ---------------------------- |
| 2008                         | Австралия                    | ARIA End Of Year Albums                                | 2                            |
| 2008                         | Австрия                      | Media Control End Of Year Albums                       | 28                           |
| 2008                         | Бельгия                      | Ultratop End Of Year Albums                            | 70                           |
| 2008                         | Франция                      | IFPI End Of Year Albums                                | 55                           |
| 2008                         | Германия                     | Media Control Germany Year End Albums                  | 32                           |
| 2008                         | Нидерланды                   | GFK End Of Year Albums                                 | 45                           |
| 2008                         | Новая Зеландия               | RIANZ End Of Year Albums                               | 9                            |
| 2008                         | Швейцария                    | Media Control Europe End Of Year Albums                | 11                           |
| 2008                         | Великобритания               | The Official Charts Company End Of Year Albums         | 9                            |
| 2008                         | США                          | Billboard 200 End Of Year Albums                       | 130                          |
| 2008                         | США                          | Billboard 200 Top Artists End Of Year Albums           | 79                           |
| 2008                         | США                          | Billboard Top Comprehensive Albums End Of Year Albums  | 132                          |
| 2008                         | США                          | Billboard Top Comprehensive Artists End Of Year Albums | 83                           |
| 2008                         | По всему миру                | IFPI World End Of Year Albums                          | 13                           |

| Итоговые чарты за год (2009) | Итоговые чарты за год (2009) | Итоговые чарты за год (2009)                  | Итоговые чарты за год (2009) |
| Год                          | Страна                       | Чарт                                          | Рейтинг                      |
| ---------------------------- | ---------------------------- | --------------------------------------------- | ---------------------------- |
| 2009                         | Australia                    | ARIA End Of Year Albums                       | 2                            |
| 2009                         |                              |                                               |                              |
| 2009                         | Австрия                      | Media Control Europe/IFPI End of Year Albums  | 4                            |
| 2009                         | Германия                     | Media Control End Of Year Albums              | 6                            |
| 2009                         | Нидерланды                   | GFK/NVPI End Of Year Albums                   | 25                           |
| 2009                         | Швейцария                    | Media Control Europe/IFPI End of Year Albums  | 3                            |
| 2009                         | Великобритания               | Official UK Charts Company End of Year Albums | 23                           |
| 2009                         | США                          | Billboard 200                                 | 16                           |

| Итоговые чарты за десять лет (2000-е) | Итоговые чарты за десять лет (2000-е) | Итоговые чарты за десять лет (2000-е) | Итоговые чарты за десять лет (2000-е) |
| Страна                                | Чарт                                  | Рейтинг                               |                                       |
| ------------------------------------- | ------------------------------------- | ------------------------------------- | ------------------------------------- |
| Австралия                             | ARIA Top 100 Albums of the Decade     | 2                                     |                                       |

## Сертификации
| Регион | Сертификация   | Продажи   |
| --- | -------------- | --------- |
| Австралия (ARIA) | 13× Платиновый | 910 000   |
| Австрия (IFPI Austria) | 3× Платиновый  | 60 000*   |
| Бельгия (BEA) | Платиновый     | 30 000*   |
| Бразилия (ABPD) | Золотой        | 30 000    |
| Канада (Music Canada) | 4× Платиновый  | 320 000^  |
| Дания (IFPI Danmark) | Платиновый     | 30 000^   |
| Финляндия (Musiikkituottajat) | Платиновый     | 22,895    |
| Франция (SNEP) | Платиновый     | 100 000*  |
| ССАГПЗ (IFPI Middle East) | Золотой        | 3000*     |
| Германия (BVMI) | 4× Платиновый  | 800 000^  |
| Венгрия (Mahasz) | Золотой        | 3000^     |
| Ирландия (IRMA) | Платиновый     | 15 000^   |
| Нидерланды (NVPI) | Платиновый     | 60 000^   |
| Новая Зеландия (RMNZ) | 3× Платиновый  | 45 000^   |
| Польша (ZPAV) | Золотой        | 10 000*   |
| Россия (NFPF) | Платиновый     | 20 000*   |
| Швеция (GLF) | Платиновый     | 40 000    |
| Швейцария (IFPI Switzerland) | 3× Платиновый  | 90 000^   |
| Великобритания (BPI) | 4× Платиновый  | 1,284,026 |
| США (RIAA) | 3× Платиновый  | 3 000 000 |
| * Данные о продажах приведены только на основе сертификации. · ^ Данные о тиражах приведены только на основе сертификации. · Данные о продажах + прослушиваниях приведены только на основе сертификации. |                |           |

## Награды

### 2008
| Церемония наград            | Категория                                   | Объект                | Результат    |
| --------------------------- | ------------------------------------------- | --------------------- | ------------ |
| Fuse TV                     | Лучшее видео 2008 года                      | «So What»             | Номинирована |
| MTV Europe Music Awards     | Самый прилипчивый трек                      | «So What»             | Выиграла     |
| Rockbjörnen Awards (Швеция) | Лучшая Международная Артистка               | Сама по себе          | Номинирована |
| Virgin Music Awards (UK)    | Лучший Международный Исполнитель            | Сама по себе          | Номинирована |
| World Music Awards          | Лучшая Мировая Продаваемая Рок/Поп Артистка | Все продажи 2008 года | Номинирована |

### 2009
| Церемония наград                 | Категория                               | Объект       | Результат    |
| -------------------------------- | --------------------------------------- | ------------ | ------------ |
| MTV Australia Awards             | Лучшее видео                            | «So What»    | Выиграла     |
| Brit Awards                      | Лучшая Международная Артистка           | Сама по себе | Номинирована |
| Grammy Awards                    | Лучшее Женское Поп Вокальное Исполнение | «So What»    | Номинирована |
| International Dance Music Awards | Лучший Поп-Данс Трек                    | «So What»    | Номинирована |
| Meteor Music Awards              | Лучшая Международная Артистка           | Сама по себе | Номинирована |
| NRJ Radio Music Awards (France)  | Лучшая Международная Артистка           | Сама по себе | Номинирована |
| NRJ Radio Music Awards (France)  | Лучшая Международная Артистка           | Funhouse     | Номинирована |
| MTV Video Music Awards           | Лучшее Женское Видео                    | «So What»    | Номинирована |

### 2010
| Церемония наград | Категория                               | Объект   | Результат    |
| ---------------- | --------------------------------------- | -------- | ------------ |
| Grammy Awards    | Лучшее Женское Поп Вокальное Исполнение | «Sober»  | Номинирована |
| Grammy Awards    | Лучший Поп Вокальный Альбом             | Funhouse | Номинирована |

## История релиза
| Регион                                             | Дата            | Лейбл                             | Каталог       |
| -------------------------------------------------- | --------------- | --------------------------------- | ------------- |
| Нидерланды                                         | 24 октября 2008 | Sony BMG                          | 0886974064923 |
| Бельгия                                            | 24 октября 2008 | Sony BMG                          | 0886974064923 |
| Германия                                           | 24 октября 2008 | Sony BMG                          |               |
| Швейцария                                          | 24 октября 2008 | Sony BMG                          | 0886974064923 |
| Австралия                                          | 25 октября 2008 | Sony BMG                          | 88697406492   |
| Япония                                             | 26 октября 2008 | BMG Japan                         |               |
| Гонконг                                            | 27 октября 2008 | Sony BMG HK                       |               |
| Корея                                              | 27 октября 2008 | Sony BMG                          |               |
| Мексика                                            | 27 октября 2008 | Sony BMG                          | 886974064923  |
| Великобритания                                     | 27 октября 2008 | RCA                               | 88697406922   |
| США                                                | 28 октября 2008 | LaFace                            | B001F0VHEM    |
| Канада                                             | 28 октября 2008 | LaFace                            | B001F0VHEM    |
| Испания                                            | 28 октября 2008 | Sony BMG                          | 886974064923  |
| Швеция                                             | 29 октября 2008 | Sony BMG                          |               |
| Бразилия                                           | 31 октября 2008 | Sony BMG                          |               |
| Россия                                             | 3 ноября 2008   | Sony BMG                          |               |
| Филиппины                                          | 4 ноября 2008   | Sony BMG/Sony Music Entertainment |               |
| Средний Восток (Стандартный + В стальной упаковке) | 5 ноября 2008   | Sony BMG                          | 886973675922  |
| Германия (В стальной упаковке)                     | 5 December 2008 | Sony BMG                          |               |
| Польша (Tour Edition)                              | 26 октября 2009 | Sony BMG                          |               |
| Средний Восток (Tour Edition)                      | 26 октября 2009 | LaFace                            |               |
| США (Live in Australia Edition)                    | 27 октября 2009 | LaFace                            |               |
| Великобритания (Tour Edition)                      | 2 ноября 2009   | RCA                               |               |